# Pentecostes (Francisco Henriques)
Pentecostes é uma pintura a óleo sobre madeira de carvalho pintada cerca de 1508-11 pelo pintor de origem flamenga activo em Portugal no período do Manuelino Francisco Henriques para a Igreja de São Francisco (Évora) e que se encontra actualmente no Museu Nacional de Arte Antiga, em Lisboa.
A pintura Pentecostes representa o episódio canónico cristão do mesmo nome relatado no Novo Testamento da descida do Espírito Santo sobre os apóstolos - “lhes apareceram umas como línguas de fogo, as quais se distribuíram, para repousar sobre cada um deles” (Atos 2:1–41).
A Igreja de S. Francisco pertencia ao Convento franciscano de Évora mas servia o Palácio Real que lhe estava adjacente sendo compreensível que a família real a quisesse dignificar dado que nela assistia a celebrações litúrgicas quando estava nesta cidade, o que foi frequente durante a segunda dinastia portuguesa. E foi assim que entre 1508 e 1512 Francisco Henriques se encarregou da decoração desta Igreja, que incluiu, para além do Políptico do Altar-mor, grandes painéis para as capelas laterais com diversas invocações estando a pintura Pentecostes integrada nessa campanha.

## Descrição
No interior de um templo definido por duas colunas que originam três arcos, encontram-se reunidos os Apóstolos em torno da Virgem Maria que ocupa de pé o centro da composição vestida com túnica verde escura e em posição de oração diante de uma estante coberta com um pano pregueado e em que assenta um livro de orações.
Os três apóstolos do primeiro plano encontram-se ajoelhados sobre um pavimento policromado de quadrados sobrepostos, também para que pudessem ser vistos os dos planos sucessivos, olhando quase todos para a pomba do Espírito Santo que paira por cima de todos eles, posicionada entre o arco central interior e o que dá abertura para o exterior.
Por este arco, em fundo, vêem-se construções e torres do que se supõe ser uma cidade. Pelos dois arcos laterais vêem-se duas janelas altas com o topo em arco que dão luz à zona sombria situada entre os três arcos e as paredes onde estão colocadas as janelas.
Dos doze painéis que ornamentavam as capelas laterais da Igreja de São Francisco de Évora somente seis chegaram ao presente sendo Pentecostes um deles juntamente com Nossa Senhora das Neves (MNAA), Nossa Senhora da Graça com o Menino entre Santa Julita e São Querito (MNAA), O Profeta Daniel Julgando a Casta Susana (Museu Regional de Évora), Aparição de Cristo a Maria Madalena (MNAA) e São Cosme, São Tomé e São Damião (MNAA), todos eles marcados pela monumentalidade das figuras principais próximas do tamanho real.